# Datorspelsåret 1988

## Händelser

### Juli
- Juli - I USA utkommer första numret av datorspelstidskriften "Nintendo Power".

### Oktober

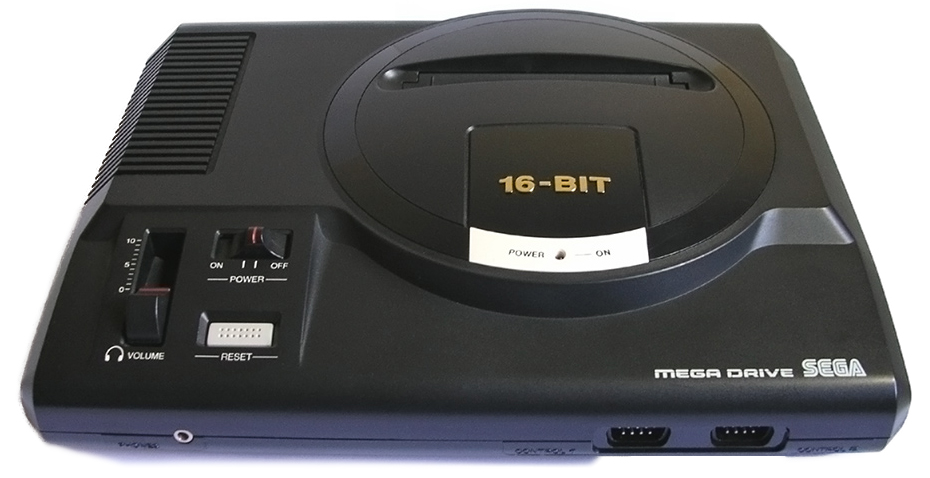
Sega Mega Drive gör debut i japanska hem.

- 29 - I Japan lanserar Sega hemvideospelskonsolen Sega Mega Drive.[1]

## Spel släppta år1988

### Arkadspel
- Ghouls 'n Ghosts

### NES
- 23 oktober: Nintendo lanserar spelet Super Mario Bros. 3 i Japan.

### Fotnoter
1. ↑  Tobias Schulte (30 oktober 2013). ”SEGA Mega Drive wird 25 Jahre alt” (på tyska). Xboxdynasty. http://www.xboxdynasty.de/SEGA/SEGA-Mega-Drive-wird-25-Jahre-alt,news,35759.html. Läst 10 februari 2014.